# Штрукљева вас
Штрукљева вас (словен. Štrukljeva vas) је насељено место у општини Церкница, Приморско-нотрањска регија, Словенија.

## Историја
До територијалне реорганизације у Словенији било хе у саставу старе општине Церкница.

## Становништво
У попису становништва из 2011. године, Штрукљева вас је имало 22 становника.
| Број становника према пописима | Број становника према пописима | Број становника према пописима |
| ------------------------------ | ------------------------------ | ------------------------------ |
| 1991                           | 2002                           | 2011                           |
| 30                             | 29                             | 22                             |